# Pelayo Tortajada
Pelayo Tortajada Martín (Uclés, c. 1915-Ciudad Real, 1944) fue un político español.

## Biografía
Era oriundo de la localidad conquense de Uclés. En su juventud había trabajado como maestro nacional en una granja de la provincia de Ciudad Real. Miembro del Partido Comunista de España (PCE), tras el estallido de la Guerra civil se unió a las fuerzas republicanas. Posteriormente pasó a formar parte del comisariado político del Ejército Popular de la República. A lo largo de la contienda fue comisario de la 216.ª Brigada Mixta y de la 67.ª División, combatiendo en varios frentes.
Tras el final de al contienda se exilió en Francia, junto a otros políticos y militares republicanos.
Miembro del «maquis» y uno de los iniciadores de la lucha contra la ocupación nazi, llegó a estar al frente de una de las regiones de la resistencia en Francia. También fue miembro del comité central del PCE en Francia, lo que le convirtió en uno de los dirigentes del partido en territorio francés. En octubre-noviembre de 1941 fue enviado a España por el partido con la misión de reorganizar en el interior la estructura política del PSUC. Durante los siguientes meses reconstruyó la organización comunista en Barcelona y alrededores. En agosto de 1942 fue detenido por las autoridades franquistas en Figueras, camino de la frontera francesa.
Tras ser encarcelado, sería juzgado y condenado a muerte. Fue fusilado en Ciudad Real en 1944.